# Roger Clinch
Pour les articles homonymes, voir Clinch.
J. Roger Clinch est un administrateur scolaire et un homme politique canadien.

## Biographie
Roger Clinch est né le 8 janvier 1947 à Bathurst, au Nouveau-Brunswick. Son père est John Vincent et sa mère est Ursula Whelan. Il étudie à l'école du Sacré-Cœur et à l'école secondaire LeBlanc, à Bathurst. Il fréquente ensuite l'Université St. Thomas de Fredericton et l'Université de Moncton. Il épouse Donna Karen Sullivan le 17 août 1968 et le couple a trois enfants.
Il est député de Gloucester à la Chambre des communes du Canada de 1984 à 1988 en tant que progressiste-conservateur. Il est secrétaire parlementaire au ministère des Communications et secrétaire parlementaire au ministère des Relations extérieures entre 1986 et 1988. Il est aussi maire de Bathurst de 1980 à 1983.